# Marie-Anne de Bourbon (1697–1741)
Marie-Anne de Bourbon, född 1697 i Paris, död 1741, var en fransk hovdam och adelskvinna, dotter till hertig Louis III av Bourbon, prins av Condé, och Louise-Françoise de Bourbon och dotterdotter till Ludvig XIV av Frankrike.

## Biografi
Marie Anne anses reellt ha varit dotter till François Louis, prins av Conti, med vilken modern hade ett förhållande under tiden före hennes födelse. Hon var 1711-1716 hovdam hos sin kusin Marie Louise Élisabeth av Orléans, men lämnade sin anställning på grund av sexskandalerna kring Château de la Muette. Marie Anne gifte sig i hemlighet 1719 med sin älskare hertig Louis de Joyeuse. Hon hade inga barn. Louis försvann under en jakt 1724, något som tog henne djupt. Hon var mellan 1725 och 1741 Surintendante hos drottning Marie Leszczyńska. Hon avled i tarminflammation.